# Curlew (Iowa)
Curlew es una ciudad situada en el condado de Palo Alto, Iowa, Estados Unidos. Tiene una población estimada, a mediados de 2022, de 38 habitantes.

## Geografía
Según la Oficina del Censo de los Estados Unidos, la localidad tiene una superficie de 1.94 km², correspondientes en su totalidad a tierra firme.

## Demografía
Según el censo de 2020, en ese momento había 37 personas residiendo en la localidad. La densidad de población era de 19.07 hab./km². Había 26 viviendas, lo que representaba una densidad media de 13.40 viviendas/km². La totalidad de los habitantes eran blancos. No había hispanos o latinos viviendo en la zona.